# Centipede (videojuego)
Centipede es un videojuego de arcade publicado en 1981 por Atari basado en oleadas de insectos. Llegó a convertirse en el segundo mejor éxito de ventas de la compañía después de Asteroids.

## Desarrollo
Centipede fue diseñado por Dona Bailey, siendo considerado el primer videojuego de arcade codiseñado por una mujer, mientras que Ed Logg se encargó de la programación. Bailey diseñó la idea donde los hongos eran indestructibles y el juego en sí se parecía más al Space Invaders. El videojuego fue el primero en tener gran cantidad de seguidores entre el público femenino, fenómeno que algunos expertos atribuyen al diseño de Dona Bailey.

## Descripción
El objetivo del juego es disparar a los insectos en un campo de hongos, con el jugador moviendo su personaje en la parte inferior de la pantalla, y los insectos bajando rápidamente desde la parte superior de la misma, este diseño de jugabillidad fue considerado novedoso para la época. El jugador es representado por un pequeño carácter con forma de insecto que aparece en la parte inferior de la pantalla donde se puede mover a través del área con una trackball y disparar láseres a un gusano que avanza desde la parte superior de la pantalla hasta abajo a través del campo de hongos. El disparar a la cabeza del gusano hará que aparezca un hongo, mientras que disparar al cuerpo de este creará otro gusano.
Si el gusano alcanza la parte inferior de la pantalla, se moverá nuevamente hacia arriba dentro del área de movimiento del jugador, añadiéndose segmentos a sí mismo cada vez que llega al límite de la parte de la pantalla en la que el jugador se puede desplazar. Cuando todos los segmentos del gusano son destruidos, uno nuevo aparece en la parte superior del área de juego. El jugador pierde una vida si es tocado por el gusano o algún otro enemigo, como la araña, una pulga que deja nuevos hongos en su camino cuando menos de cinco están en el área del jugador, un escorpión que envenena los hongos y envía al gusano directo a la zona del jugador. Cuando se pierde una vida, todos los hongos parcialmente destruidos o envenenados vuelven a la normalidad.

## Puntuaciones
- Hongos normales y envenenados: 1 punto (toma cuatro disparos destruirlos). Cuando el camino de hongos es restaurado después de que el jugador pierde una vida, cada hongo enveneado o parcialmente destruido que es restaurado le regala al jugador 5 puntos
- Gusano (cuerpo): 10 puntos
- Gusano (cabeza): 100 puntos
- Pulga: 200 puntos (toma 2 disparos destruirla. El primero la hace más rápido y el segundo la destruye)
- Araña (desde lejos): 300 puntos
- Araña (desde cerca): 600 puntos
- Araña (desde muy cerca): 900 puntos
- Escorpión: 1000 puntos

## Curiosidades
- Centipede es el nombre de un terrorífico monstruo come-hombres del tamaño de una montaña. Esta leyenda japonesa dice que el rey dragón de un río en particular le pidió al famoso héroe Hidesato que lo mate. El héroe disparó una flecha zambullida en su propia saliva en el cerebro del monstruo. El rey dragón recompensó a Hidesato con una bolsa de arroz sin fondo, lo que le sirvió al héroe para alimentar a su familia por siglos.

- Jim Schneider posee el récord para este juego en el modo Maratón con 16.389.547 puntos logrados el 1 de agosto de 1984. Mientras tanto, Donald Hayes posee el récord en el modo Torneo con 7.111.111 puntos logrados el 5 de noviembre de 2000.

- En 1983 Milton Bradley Company (MB), saco la "versión hogareña" del juego de mesa de Centipede para dos jugadores con muchas de las características del juego.

## Serie
1. Centipede (1981)
2. Millipede (1982)[3]

## Versiones hogareñas

### Consolas
- Atari 2600 (1982)
- Atari 5200 (1982)
- Atari XEGS
- Atari 7800 (1984)
- Colecovision (1983)
- Mattel Intellivision (1983)
- Atari Lynx (1987)
- Sega Master System (1992, "Arcade Smash Hits")
- Nintendo Game Boy (1995, "Centipede / Millipede")
- Nintendo Game Boy Color (1995)
- Sega Game Gear (1996, "Arcade Classics")
- Sega Mega Drive (1996, "Arcade Classics")
- PlayStation (1996, "Arcade's Greatest Hits - The Atari Collection 1")
- Nintendo Super Famicom (1997, "Arcade's Greatest Hits - The Atari Collection 1")
- Sega Saturn (1997, "Arcade's Greatest Hits - The Atari Collection 1")
- PlayStation (1999)
- Sega Dreamcast (1999)
- PlayStation (2001, "Atari Anniversary Edition Redux")
- Sega Dreamcast (2001, "Atari Anniversary Edition")
- Nintendo Game Boy Advance (2002, "Atari Anniversary Advance")
- Nintendo Game Boy Advance (2002, "Centipede / Breakout / Warlords")
- PlayStation 2 (2004, "Atari Anthology")
- Microsoft XBOX (2004, "Atari Anthology")
- Nintendo DS (2005, "Retro Atari Classics")

### Computadoras
- Atari 800 (1982)
- TRS-80 Color Computer (1982, "Katerpillar Attack")
- TRS-80 Color Computer (1982, "Caterpillar")
- TRS-80 Color Computer (1982, "Colorpede")
- TRS-80 Color Computer (1983, "Megapede")
- TRS-80 Color Computer (1983, "Color Caterpillar")
- IBM-PC (1983, "Bug Blaster")
- IBM-PC (1983, "Centipede", Atari Inc.)
- IBM-PC (1983, "Centipede", R. J. Grafe)
- Commodore VIC-20 (1983)
- Commodore 64 (1983)
- Memotech MTX 512 (1983, "Kilopede")
- BBC B (1983, "Bug Blaster" - Alligata)
- Texas Instruments TI-99/4A (1983, "Centipede", Atarisoft)
- Sinclair ZX Spectrum (1982, "Centipede", Dk'tronics)
- Sinclair ZX Spectrum (1983, "Spectipede", R&R Software Ltd)
- Amstrad CPC (1986, "Killapede", Players)
- Atari ST (1992)
- IBM PC (1993, "Microsoft Arcade")
- IBM-PC (1997, "ChampCentiped-em" - CHAMProgramming)
- IBM-PC (1998)
- IBM-PC (1999, "Atari Arcade hits 1")
- IBM-PC (2001, "Atari Anniversary Edition")
- Apple Macintosh (2001)
- IBM-PC (2003, "Atari - 80 Classic Games in One!")

### Otros
- Tiger Game.Com (1999)
- Atari 10 in 1 TV Game (2002 - Jakk's Pacific)
- Teléfonos móviles [Motorola T720] (2002)
- Atari Flashback 2 (2005)
- Nokia N-Gage (2006, "Atari Masterpieces Volume 2")